# Audi R18
O Audi R18, é um carro de corrida LMP construído pela Audi da Alemanha, sendo sucessor do Audi R15, veículo de competição da mesma categoria usado no ano de 2010 . Como seu antecessor, o R18 TDi usa um motor a diesel turbocharger em configuração de motor V6 , conforme novos regulamentos para as principais corridas de endurance em 2011. Pela primeira vez desde o Audi R8C, de 1999, a Audi optou por um design da cabine fechada para o seu protótipo de Le Mans.

## Participação em competições
O carro fez sua estreia na corrida da rodada de Spa-Francorchamps do Le Mans Cup Intercontinental , em maio de 2011, terminando em 3º, tendo participado das 6 horas de Imola, 6 Horas de Silverstone, Petit Le Mans, e nas 6 horas da China, ao longo do ano nas corridas do campeonato Le Mans Cup Intercontinental. Por conta do desenvolvimento, o R18 não estreiou nas 12 horas de Sebring nos Estados Unidos,  tendo concorrido com seus modelos R15 que acabaram terminando a corrida em 4° e 5° lugar . Nas 24 horas de Le Mans, o carro n°3 pilotado por Allan McNish e o carro n°1 pilotado por Mike Rockenfeller, se envolveram em graves acidentes durante a prova. Ambos os pilotos tiveram que abandonar a corrida sem sofrer ferimentos graves. Porem, o Audi R18 n°2 pilotado pelos pilotos Marcel Fässler, André Lotterer e Benoît Treluyer, ganhou a corrida sendo a 11ª vitória nos últimos 13 anos para a Audi.

## Audi R18
O Audi R18 é um carro de corrida Le Mans Prototype (LMP) construído pela fabricante alemã de automóveis Audi AG. Sucessor do Audi R15 TDI. Tal como o seu antecessor, o R18 utiliza um motor diesel TDI turboalimentado, mas com uma capacidade reduzida de 3,7 litros e em uma configuração V6. Pela primeira vez desde o R8C de 1999, o protótipo do Audi Le Mans usou um design de cockpit fechado. O R18 também é o primeiro carro de corrida da Audi a apresentar uma motorização híbrida.
Embora a Audi tenha dado anteriormente a cada novo modelo desenvolvido de carro de corrida de resistência um número de modelo distinto, o chefe da Audi Sport, Wolfgang Ullrich, sugeriu que a designação R18 para carros de corrida de resistência da Audi poderia ser usada em um futuro previsível.  Houve mais cinco evoluções do R18 até a Audi abandonar o Campeonato Mundial de Endurance da FIA em 2016.

## 2011: R18 TDI Ultra

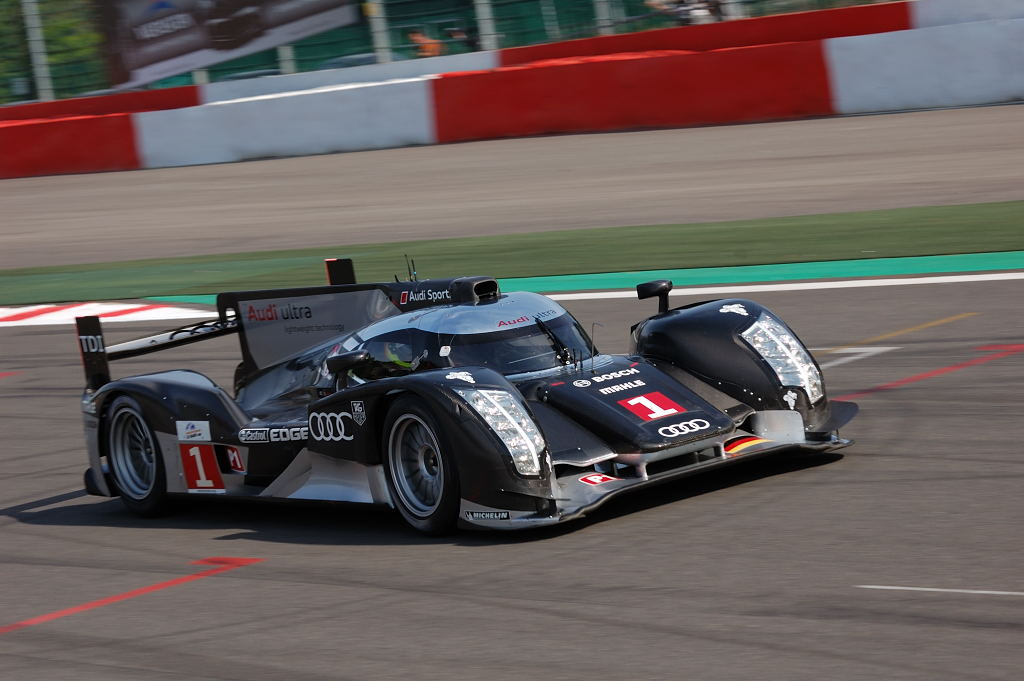
Audi R18 TDI Ultra nos 1000 km de Spa de 2011,em sua corrida de estreia

Conforme as novas regras para Le Mans em 2011, o carro apresentava uma barbatana de estabilização na tampa do motor e tinha uma nova caixa de câmbio de seis velocidades. A nova caixa de câmbio, controlada eletricamente em vez de pneumaticamente, economizando peso ao eliminar o sistema pneumático. Apesar da redução da capacidade, o V6 de 3,7 L é capaz de produzir mais de 397 kilowatts (532 bhp) de potência, menos que o R15 anterior. O novo motor tem um único turbocompressor Garrett ( Honeywell Turbo Technologies ) TR30R VGT, ao contrário da configuração TR30R dupla, do Peugeot 908 HDi FAP e do anterior Audi R15 TDI .   O motor V6 do R18 expele o ar para dentro, entre os bancos de cilindros, onde o turbocompressor é colocado. Isso é chamado de configuração de "vale quente" e se opõe à configuração tradicional com cada banco de cilindros de um motor em V exaurindo para fora, para seus respectivos turbocompressores.
1. ↑  «10 Things You Need to Know About Audi's R18 e-tron Quattro le Mans Racer – Feature – Car and Driver | Car and Driver Blog». Consultado em 26 October 2014. Cópia arquivada em 26 October 2014 Verifique data em: |acessodata=, |arquivodata= (ajuda)
2. ↑  «Audi and Peugeot Battle at 12 Hours of Sebring». TurboByGarrett.com. Garrett by Honeywell. 21 March 2009. Consultado em 12 June 2011. Cópia arquivada em 22 April 2009 Verifique data em: |acessodata=, |arquivodata=, |data= (ajuda)
3. ↑  «Honeywell Turbo Technologies » Honeywell Turbo Technologies Boosts Audi to Le Mans Victory». Honeywell. Consultado em 2 February 2014. Cópia arquivada em 19 February 2014 Verifique data em: |acessodata=, |arquivodata= (ajuda)